# Tunnel of Love
Tunnel of Love ist das achte Studioalbum des US-amerikanischen Rockmusikers Bruce Springsteen. Es erschien im Oktober 1987 und avancierte zum weltweiten Millionenseller und Nummer-eins-Erfolg.

## Entstehung und Veröffentlichung
Die Erstveröffentlichung von Tunnel of Love erfolgte am 9. Oktober 1987 bei Columbia Records. Das Album erschien in seiner Originalausführung als CD und LP (Katalognummern: 460270-2/-1) mit zwölf Titeln.
Die Lieder wurden alle vom Interpreten selbst getextet, komponiert und produziert. Bei der Produktion erhielt Springsteen Unterstützung durch Jon Landau und Chuck Plotkin.

## Titelliste
Seite 1
1. Ain’t Got You – 2:11
2. Tougher Than the Rest – 4:35
3. All That Heaven Will Allow – 2:39
4. Spare Parts – 3:44
5. Cautious Man – 3:58
6. Walk Like a Man – 3:45

Seite 2
1. Tunnel of Love – 5:12
2. Two Faces – 3:03
3. Brilliant Disguise – 4:17
4. One Step Up – 4:22
5. When You’re Alone – 3:24
6. Valentine’s Day – 5:10

## Singleauskopplungen
| Jahr | Titel                 | Höchstplatzierung, Gesamtwochen/‑monate, AuszeichnungChartplatzierungen (Jahr, Titel, , Platzierungen, Wochen/Monate, Auszeichnungen, Anmerkungen) | Höchstplatzierung, Gesamtwochen/‑monate, AuszeichnungChartplatzierungen (Jahr, Titel, , Platzierungen, Wochen/Monate, Auszeichnungen, Anmerkungen) | Höchstplatzierung, Gesamtwochen/‑monate, AuszeichnungChartplatzierungen (Jahr, Titel, , Platzierungen, Wochen/Monate, Auszeichnungen, Anmerkungen) | Höchstplatzierung, Gesamtwochen/‑monate, AuszeichnungChartplatzierungen (Jahr, Titel, , Platzierungen, Wochen/Monate, Auszeichnungen, Anmerkungen) | Höchstplatzierung, Gesamtwochen/‑monate, AuszeichnungChartplatzierungen (Jahr, Titel, , Platzierungen, Wochen/Monate, Auszeichnungen, Anmerkungen) | Anmerkungen                            |
| Jahr | Titel                 | DE | AT | CH | UK | US | Anmerkungen                            |
| ---- | --------------------- | --- | --- | --- | --- | --- | -------------------------------------- |
| 1987 | Brilliant Disguise    | DE38 (7 Wo.)DE | — | CH16 (4 Wo.)CH | UK20 (5 Wo.)UK | US5 (16 Wo.)US | Erstveröffentlichung: 3. Oktober 1987  |
| 1987 | Tunnel of Love        | — | — | — | UK45 (4 Wo.)UK | US9 (16 Wo.)US | Erstveröffentlichung: 17. Oktober 1987 |
| 1988 | One Step Up           | — | — | — | — | US13 (15 Wo.)US | Erstveröffentlichung: 27. Februar 1988 |
| 1988 | Tougher Than the Rest | DE25 (11 Wo.)DE | AT11 (2 Mt.)AT | CH3 (15 Wo.)CH | UK13 (8 Wo.)UK | — | Erstveröffentlichung: 23. Juni 1988    |
| 1988 | Spare Parts           | — | — | — | UK32 (3 Wo.)UK | — | Erstveröffentlichung: 18. Oktober 1988 |

## Rezeption

### Rezensionen
2003 wurde das Album von der US-amerikanischen Musikzeitschrift Rolling Stone auf Platz 475 der 500 besten Alben aller Zeiten gewählt. Bei Rolling Stone erhielt das Album 5 von 5 Sternen; der Kritiker Steve Pond erinnerte zunächst an die Entstehungsgeschichte des Albums: „Bruce Springsteen traf eine Frau, verliebte sich, heiratete und machte ein Album darüber – eine Frau zu treffen, sich zu verlieben und zu heiraten.“ Pond erörtert unterschiedliche Songs des Albums und geht dabei besonders auf Walk Like a Man (am Ende der ersten Platten-Seite) ein, den nach seiner Ansicht vielleicht schönsten Song, den Springsteen für seinen Vater geschrieben habe. „Dort ist das Herzstück des Albums: eine ungewisse Reise auf einem gefährlichen, dunklen Highway. Das Album klingt nicht nach einer einfachen Reise – aber es ist schon lange her, seit Bruce Springsteen etwas über gratis Fahrten jeglicher Art geschrieben hat. Eines der Wunder von Tunnel of Love ist, dass er uns am Ende überzeugt, dass die geheimnisvolle Reise jeden Aufwand wert sein kann“.
Bei Allmusic erhielt das Album 4,5 von 5 Sternen: Tunnel of Love sei ein Album „romantischer Erkundung;“ Song für Song würden Aufrichtigkeit und Vertrauen in einer Beziehung und insbesondere der Liebesheirat hinterfragt. Das Album sei zwar „eine schwache, schmerzerfüllte Bemühung“ und Songs wie Cautious Man and Two Faces schlössen an Nebraska an. Auch wenn Tunnel of Love nicht das Album sei, auf das die zehn Millionen Fans und Käufer von Born in the U.S.A. gewartet haben und obgleich es an die Spitze der Charts gekommen sei, sich drei Millionen Mal verkauft habe und drei Top-40-Hits beinhalte, sei es doch ein Moment der Karriere.

### Preise
Bruce Springsteen bekam 1987 für Tunnel of Love den Grammy für die Best Male Rock Vocal Performance.

## Kommerzieller Erfolg

### Chartplatzierungen
Tunnel of Love avancierte zum Nummer-eins-Album in Norwegen, Schweden, den Vereinigten Staaten und dem Vereinigten Königreich.
| ChartsChartplatzierungen       | Höchstplatzierung | Wochen/ Monate |
| ------------------------------ | ----------------- | -------------- |
| Deutschland (GfK)              | 3 (39 Wo.)        | 39 Wo.         |
| Österreich (Ö3)                | 6 (2 Mt.)         | 2 Mt.          |
| Schweiz (IFPI)                 | 2 (29 Wo.)        | 29 Wo.         |
| Vereinigte Staaten (Billboard) | 1 (45 Wo.)        | 45 Wo.         |
| Vereinigtes Königreich (OCC)   | 1 (33 Wo.)        | 33 Wo.         |

| ChartsJahrescharts (1988) | Platzierung |
| ------------------------- | ----------- |
| Deutschland (GfK)         | 32          |
| Schweiz (IFPI)            | 14          |

### Auszeichnungen für Musikverkäufe
| Land/Region                  | Auszeichnungen für Musikverkäufe (Land/Region, Auszeichnung, Verkäufe)   | Verkäufe  |
| ---------------------------- | ------------------------------------------------------------------------ | --------- |
| Australien (ARIA)            | 2× Platin                                                                | 140.000   |
| Deutschland (BVMI)           | Gold                                                                     | 250.000   |
| Finnland (IFPI)              | Gold                                                                     | 40.716    |
| Frankreich (SNEP)            | 2× Gold                                                                  | 200.000   |
| Kanada (MC)                  | 3× Platin                                                                | 300.000   |
| Neuseeland (RMNZ)            | Platin                                                                   | 20.000    |
| Niederlande (NVPI)           | Platin (Sony Music Entertainment) · + Platin (CBS Grammofoonplaten B.V.) | 200.000   |
| Norwegen (IFPI)              | Platin                                                                   | 100.000   |
| Portugal (AFP)               | Gold                                                                     | 20.000    |
| Schweden (IFPI)              | Platin                                                                   | 100.000   |
| Schweiz (IFPI)               | Platin                                                                   | 50.000    |
| Spanien (Promusicae)         | 2× Platin                                                                | 200.000   |
| Vereinigte Staaten (RIAA)    | 3× Platin                                                                | 3.000.000 |
| Vereinigtes Königreich (BPI) | Platin                                                                   | 300.000   |
| Insgesamt                    | 5× Gold · 17× Platin ·                                                   | 4.930.716 |

Hauptartikel: Bruce Springsteen/Auszeichnungen für Musikverkäufe